# فرودگاه هانگجو جیانکیاو
فرودگاه هانگجو جیانکیاو (به انگلیسی: Hangzhou Jianqiao Airport) یک فرودگاه نظامی است . این فرودگاه در شهر هانگژو کشور چین قرار دارد .